# 데시케이터

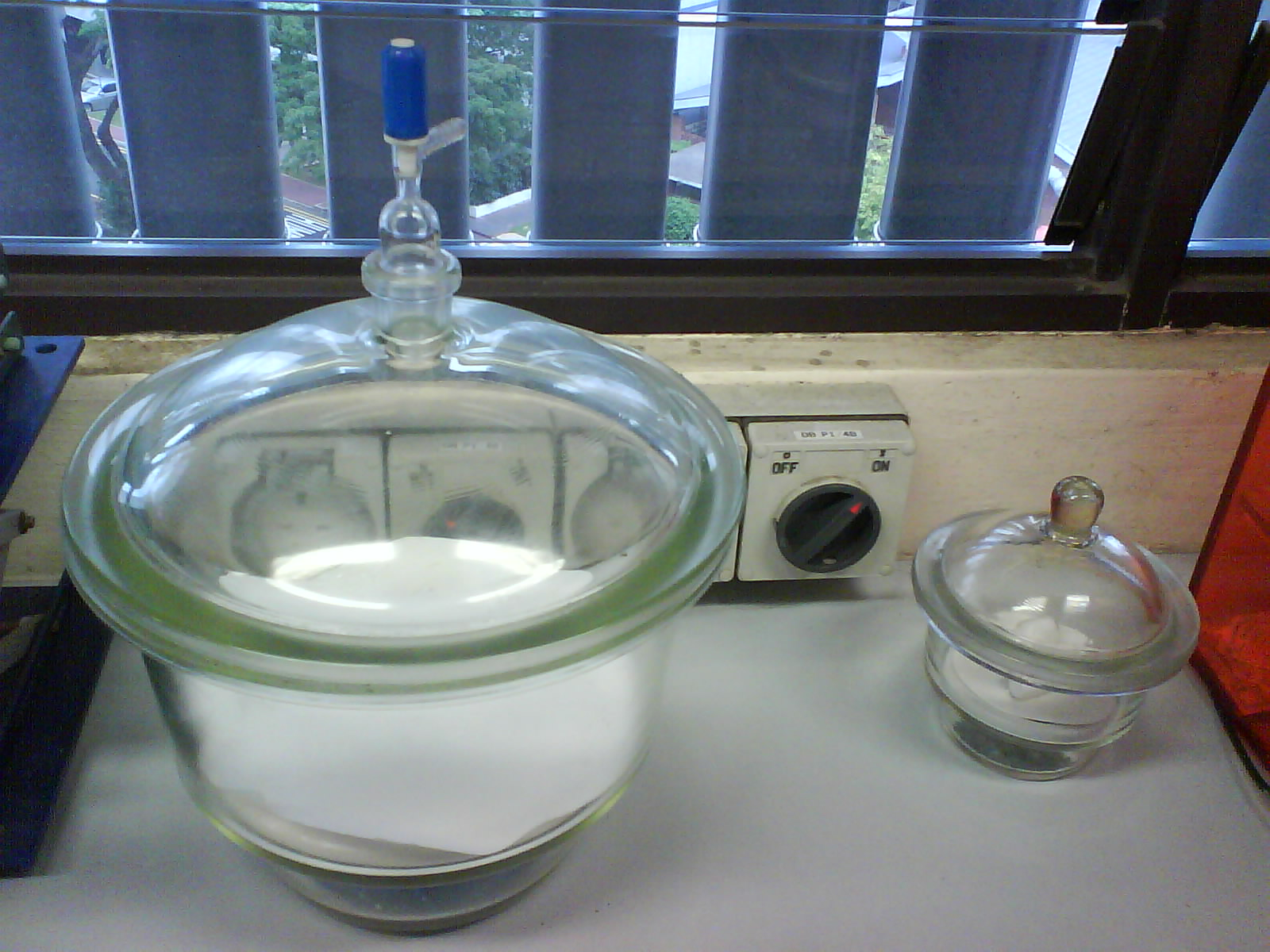
진공 데시케이터(왼쪽)와 데시케이터(오른쪽). 데시케이터 밑의 공간에는 실리카 젤이 건조제로 사용된다.

데시케이터(Desicator)는 염화 코발트 종이와 같은 습기에 민감한 품목을 보존하는 데 사용되는 실험용 기구이다. 데시케이터 밑에는 건조제가 들어가 밀봉이 가능하다. 데시케이터의 일반적인 용도는 습기와 반응하는 화학 물질을 보호하는 것이다.
데시케이터의 내용물은 데시케이터가 열릴 때마다 대기 중 습기에 노출된다. 또한 낮은 습도를 달성하는 데 시간이 걸린다. 따라서 알칼리 금속과 같은 대기 수분과 빠르고 격렬하게 반응하는 화학 물질을 저장하는 데 적합하지 않다. 글러브 박스 또는 슈링크 라인 장치가 더 적합할 수 있다.
데시케이터는 건조된 샘플에서 물을 제거하는 데 사용되기도 한다. 데시케이터만으로 만족스럽지 않은 경우, Abderhalden의 건조 피스톨을 사용하여 샘플을 고온에서 건조 시킬 수 있다.

## 구조
데시케이터의 하부에는 수증기를 흡수하는 실리카 젤, 산화 칼슘, 황산 칼슘, 염화 칼슘이 들어있다. 일반적으로 건조가 필요한 물질은 유약을 바른 세라믹 판 위의 상부 구획에 넣는다. 데시케이터 뚜껑의 유리 테두리에는 진공 그리스, 바세린 또는 기타 윤활제를 얇게 도포하여 밀폐를 확실히 해야한다.
데시케이터의 손상을 방지하기 위해 뚜껑을 바닥에 직접 놓는 대신 조심스럽게 열고 닫아야 한다.

## 조작
실험실에서 사용되는 가장 일반적인 데시케이터는 원형이며 무거운 유리로 만들어진다. 일반적으로 보관할 항목이 배치되는 이동식 플랫폼이 있다. 실리카 젤과 같은 건조제는 플랫폼 아래 공간을 채운다. 색상이 바뀌는 실리카 젤을 사용하여 유효 사용 기간을 알 수 있다.
데시케이터를 진공 상태로 만들기 위해 마개가 포함될 수 있다. 일반적으로 진공 데시케이터로 알려져 있다. 진공이 적용될 때, 진공 데시케이터를 테이프로 십자형으로 교차시키거나 파열로 인한 손상이나 부상을 최소화하기 위해 스크린 뒤에 배치하는 것이 일반적이다.

## 같이 보기
- 건조